# Rönök
Rönök là một thị trấn thuộc hạt Vas, Hungary. Thị trấn này có diện tích 17,22 km², dân số năm 2010 là 436 người, mật độ 25 người/km².